# Дискотека
Дискотека (на френски: Discothèque – хранилище за дискове), или само диско, също нощен клуб, е нощно увеселително заведение, в което се слуша музика и се танцува. Музиката не се изпълнява на живо, а е записана и се пуска от диджей.
Discothèque е съставна дума от disc – диск, плоча (т.е. грамофонна плоча с музикален запис) и thèque – хранилище (в биологията, но и преносно: на книги, записи на филми и музика). Възниква в Париж около 1941 г.

## История

### От 1940 до 1960 г.
С окупирането на Европа от нацистите много от чернокожите изпълнители се завръщат в САЩ. Жозефин Бекер е сред малкото, които остават. Сред първите задачи на нацистите е да затворят кабаретата и джаз клубовете. За Хитлеровата доктрина за „чиста арийска нация“ сътрудничеството между евреи и чернокожи е обидно и осъдително.
Това като последица някак си естествено прави джаза музикален стил на френската Съпротива. Масово започват да се появяват нелегални барове и клубове, които периодично сменят местоположението си и ползват пароли, защото изпълненията наживо са криели доста опасности като например изпращане в концентрационен лагер. Тази нова форма на нощен клуб започва да се нарича дискотека. Дискотеките служат като място за събрания на дейците на Съпротивата, както и на техни симпатизанти и професионални танцьори.
След края на Втората световна война клубовете стават легални, чернокожите се завръщат, а джазът се свири свободно, примесен с много алкохол. Клубовете стават по-големи и по-луксозни. През 1947 година е открит Whiskey au Go-Go – място за най-новите джаз записи и най-новите алкохолни напитки, който привлича и много танцьори. Следва Chez Castel – клуб, който може да бъде посещаван само със специални покани. Всичко това продължава до 1960-те години, по този начин се полагат основите на диско ерата.

### От 1960 до 1980 г.
Първата съвременна дискотека Scotch Club е отворена в Аахен, Германия през 1959 година. През следващите 15 – 20 години дискотеките стават популярни в цяла Европа и САЩ.
През 1970-те години думата придобива ново значение. Дискотеки започват да се наричат младежки увеселителни заведения, в които се слуша и танцува музикалният стил диско. Голяма популярност придобиват диско топките и разноцветните пулсиращи светлини.
Няколко дискоклуба в САЩ стават легендарни – Warehouse в Чикаго, който отваря врати през 1977 година, и в Ню Йорк Paradise Garage и Studio 54. Обединяващото звено в тези клубове става музиката без значение на пол, раса или сексуална ориентация. Свири се блус, R&B, диско и други музикални жанрове.
Друг символ на този период е филмът „Треска в събота вечер“ с Джон Траволта в неговия бял костюм и характерните танцувални движения, които започват да се имитират от много младежи по света.
Това е и периодът на първите професионални диджеи. Те са хората, които сменят грамофонните плочи, подреждат музиката и развличат аудиторията.
Много интересно е и облеклото, с което се ходи на дискотека. Стават модерни обувките с дебела платформа. Мъжките вратовръзки стават по-широки и в нетипични цветове. Яките на ризите и реверите на саката стават по-големи и по-заострени. Най-популярният материал за дрехи става полиестерът, а в женския гардероб се настанява туниката.
В началото на 1980-те години диското започва да запада и бива изместено от нови музикални стилове. Това обаче не намалява значението на дискотеките, само за пореден път в тях започва да се влага нов смисъл.

### След 1980 г.
В много страни употребата на думата дискотека престава в началото на 1980-те години. Но в други страни като България и Русия терминът се запазва, но придобива ново значение. В днешно време под дискотека обикновено се разбира обществено заведение, което оперира през нощта и в което се свири музика – на запис или на живо, и в което може да се консумират напитки – алкохолни или не.